# A Danada Sou Eu
A Danada Sou Eu é o segundo álbum de estúdio da cantora brasileira Ludmilla, lançado em 21 de outubro de 2016 pela Warner Music Brasil.
O álbum foi indicado ao Grammy Latino 2017 na categoria Melhor Álbum Pop Contemporâneo em Língua Portuguesa.

## Antecedentes
Ludmilla contou em entrevista ao UOL que o nome do álbum foi uma sugestão dela levada diretamente ao presidente de sua gravadora, Warner Music Brasil. "Sentamos com o presidente para escolher o nome do novo álbum e eu falei: 'Quero que seja 'A Danada Sou Eu''. Ele ficou todo bobo, pois eu nunca vou lá e escolho assim. Agora estou muito envolvida, estou adorando participar de tudo". Durante uma coletiva de imprensa concedida na sede do Twitter em São Paulo, ela comentou sobre o título do disco, explicando que "pra mim, ser danada é ser autêntica, fazer o que tem vontade, e ir atrás do que quer".
Ludmilla falou sobre a temática das músicas de A Danada Sou Eu: "As minhas letras são para as pessoas, não só as mulheres, se sentirem melhor. Não tenho nada de empoderamento disso ou daquilo. Faço músicas para entretenimento, para as pessoas se sentirem felizes. Não está dando certo um relacionamento, vai no desapego. Gosto dessa linha 'pego e não me apego', mas às vezes a gente comete alguns deslizes". A cantora completou que se inspirou em situações que acontecem ao seu redor para o disco. "Tem uma música que eu não consegui botar nesse disco, mas vai aparecer por aí. É sobre dois bailarinos meus que namoram e que ficam brigando. Ele aparece com mulher, ela chora. Aí eu vou lá e levo ela para a balada. É um vuco-vuco. A música ficou muito maneira. Se chama 'Sem Vergonha'". O álbum conta com participações de Filipe Ret, Jeremih e Gusttavo Lima. Sobre Gusttavo, Ludmilla comentou que ele "é um querido, amei cantar com ele, um cantor excelente e muito profissional, só acrescentou musicalmente", destacou a artista, que não descartou se aventurar no sertanejo: "Ainda não tinha pensado sobre isso, mas seria ótimo, sou bem eclética e super toparia".

## Promoção
Ludmilla começou a promoção do disco cantando "Bom" no programa da Rede Record, Legendários em 16 de julho de 2016. Em 26 de julho, Ludmilla foi ao Encontro com Fátima Bernardes da Rede Globo e cantou novamente "Bom". Ela também foi ao Programa Xuxa Meneghel e repetiu a performance da música. Em 3 de setembro, a cantora foi ao Programa da Sabrina e cantou novamente "Bom". Ela então retornou ao Encontro para cantar "Bom", "Sou Eu" e o single anterior "24 Horas por Dia" em 18 de outubro. No dia seguinte a cantora cantou algumas faixas do álbum durante uma coletiva de imprensa em São Paulo. Ludmilla também foi confirmada como participação musical dos Meus Prêmios Nick de 2016 que ocorreu em 20 de outubro em São Paulo. Ela também se apresentou com "Bom" na 23ª edição do Prêmio Multishow em 25 de outubro. Ludmilla cantou "Bom" e "Sou Eu" durante a final do X Factor Brasil da Rede Bandeirantes, que ocorreu em 23 de novembro. Em 21 de dezembro, a cantora retornou ao Encontro com Fátima Bernardes e enquanto cantava "Sou Eu", a apresentadora fez parte do grupo de bailarinos da cantora, tornando-se viral na internet. Ludmilla participou do Caldeirão de Ouro exibido em 7 de janeiro, onde os artistas cantam suas músicas mais tocadas nas rádios durante o ano; a cantora cantou "Bom" que ocupou a 10° posição.
Além das apresentações ao vivo, um website foi colocado no ar para divulgar o álbum. Intitulado "LUDiretas", ele dava a oportunidade do internauta mandar recado para pessoas através das letras do álbum em redes sociais em nome da cantora. Um perfil dela também foi criado para promover o álbum no aplicativo de relacionamentos Tinder. Quem curtisse o perfil receberia uma mensagem anunciando o lançamento do álbum no Spotify. No perfil de Ludmilla estava disponível também um trecho de uma das músicas do disco. A estratégia também já havia sido usada por outros artistas anteriormente.

## Lista de faixas
Todas as faixas produzidas por Umberto Tavares e Mãozinha.
| N.º | Título                                          | Compositor(es)                         | Duração |  |
| 1.  | "Cheguei"                                       | Hitmaker                               | 2:54    |  |
| 2.  | "Bom"                                           | Jefferson Junior Umberto Tavares       | 2:52    |  |
| 3.  | "Sou Eu"                                        | Ludmilla Junior Tavares Mãozinha       | 2:38    |  |
| 4.  | "Desapega"                                      | Junior Tavares                         | 2:15    |  |
| 5.  | "Tipo Crazy" (feat. Jeremih)                    | Jeremih Junior Tavares                 | 3:11    |  |
| 6.  | "Tá Tudo Errado"                                | Ludmilla                               | 2:59    |  |
| 7.  | "Modo Avião"                                    | Junior Tavares                         | 3:08    |  |
| 8.  | "Abusa"                                         | Junior Tavares                         | 2:26    |  |
| 9.  | "Espelho"                                       | Junior Tavares Toninho Aguiar          | 2:55    |  |
| 10. | "Homem é Homem" (participação de Gusttavo Lima) | Junior Tavares Romeu R3                | 3:21    |  |
| 11. | "Pegada"                                        | Saulo Poncio Luan Otten Jonathan Couto | 3:34    |  |
| 12. | "Abstinência" (participação de Filipe Ret)      | Jhama Oscar Tintel                     | 3:26    |  |
| 13. | "Nunca Me Verá Chorar"                          | Ludmilla                               | 3:44    |  |
| 14. | "Caça e Caçador"                                | Ludmilla                               | 2:26    |  |
| 15. | "Tô Querendo Mais"                              | R3 Tavares Junior                      | 3:17    |  |
| 16. | "Duas Doses de Saudade"                         | Ludmilla                               | 2:22    |  |

## Desempenho nas tabelas musicais
| Tabela Musical (2016)    | Melhor posição |
| ------------------------ | -------------- |
| Brasil (ABPD Top Álbuns) | 1              |